# Legacies
Legacies är en amerikansk TV-serie skapad av Julie Plec. Serien hade premiär den 25 oktober 2018 på The CW. Den 31 januari 2019 förnyades serien för en andra säsong. Den 3 februari 2021 förnyades serien för en fjärde säsong, som hade premiär den 14 oktober 2021. Den 12 maj 2022 rapporterades det att den fjärde säsongen blev dess sista säsong.

## Handling
Serien följer Hope Mikaelson, dotter till Klaus Mikaelson och Hayley Marshall, som härstammar från några av de mest kraftfulla vampyr-, varulv- och häxblodslinjerna. Två år efter händelserna i The Originals går nu 17-åriga Hope på "Salvatore School for the Young and Gifted". Skolan skapar en fristad där övernaturliga varelser kan lära sig att kontrollera sina förmågor och impulser.

## Avsnitt
| Säsong | Säsong | Avsnitt | Ursprungligt sändningsdatum | Ursprungligt sändningsdatum |
| Säsong | Säsong | Avsnitt | Första sändning             | Senaste sändning            |
| ------ | ------ | ------- | --------------------------- | --------------------------- |
|        | 1      | 22      | 25 oktober 2018             | 28 mars 2019                |
|        | 2      | 22      | 10 oktober 2019             | 26 mars 2020                |
|        | 3      | 22      | 21 januari 2021             | 24 juni 2021                |
|        | 4      | 16      | 14 oktober 2021             | 16 juni 2022                |

## Rollista

### Huvudroller
- Danielle Rose Russell som Hope Mikaelson
- Aria Shahghasemi som Landon Kirby
- Kaylee Bryant som Josie Saltzman
- Jenny Boyd som Lizzie Saltzman
- Quincy Fouse som Milton "MG" Greasley
- Matt Davis som Alaric Saltzman

### Återkommande roller
- Demetrius Bridges som  Dorian Williams
- Lulu Antariksa som Penelope Park
- Karen David som Emma Tig
- Chris Lee som Kaleb
- Nick Fink som Ryan Clarke